# 尚波苏
尚波苏（法語：Champosoult，法語發音：[ʃɑ̃pozu]）是法国奥恩省的一个市镇，属于阿让唐区。

## 地理
尚波苏（48°51'58"N, 0°10'58"E）面积7.01 平方千米，位于法国诺曼底大区奧恩省，该省份为法国西北部内陆省份，北起顺时针与卡爾瓦多斯省、厄尔省、厄尔-卢瓦省、萨尔特省、马耶讷省和芒什省接壤。
与尚波苏接壤的市镇（或旧市镇、城区）包括：卡芒贝尔、库德阿尔、弗雷奈勒桑松、蒙托尔梅勒、欧日地区古费恩。

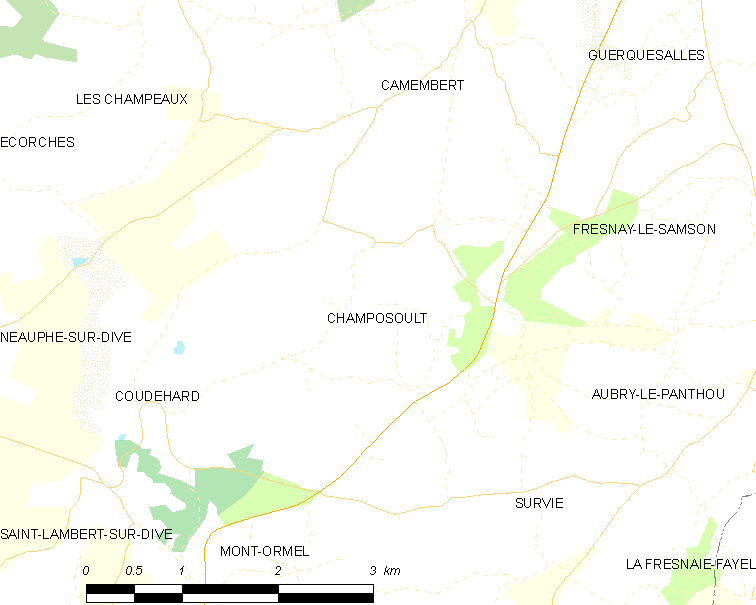
尚波苏的OSM定位图

尚波苏的时区为UTC+01:00、UTC+02:00（夏令时）。

## 行政
尚波苏的邮政编码为61120，INSEE市镇编码为61089。

## 政治
尚波苏所属的省级选区为维穆捷县。

## 人口

1962-2008年间尚波苏人口变化图示

尚波苏于2022年1月1日时的人口数量为102人。